# ريتشارد بيتمان (عالم نبات)
ريتشارد بيتمان (بالإنجليزية: Richard Bateman)‏ هو عالم نبات بريطاني، ولد في 27 مايو 1958.